# حسین پاکدل
حسین پاکدل (زادهٔ ۱۳۳۸) نویسنده، کارگردان تئاتر و بازیگر ایرانی است. او در سال‌های ۱۳۶۶ تا ۱۳۷۳، مدیریت پخش شبکه یک را بر عهده داشت. او هم‌چنین مدیر دوره‌های دهم و یازدهم جشنوارهٔ بین‌المللی فیلم‌های کودکان و نوجوانان بود. پاکدل مدتی نیز مدیریت تئاتر شهر را بر عهده داشت.

## زندگی شخصی
وی برادر مهدی پاکدل و مسعود پاکدل و همسر بازیگر و چهره‌پرداز عاطفه رضوی است.

### ممنوع‌التصویری موقت
قرار بود پاکدل مانند سال‌های پیش که از مسئولان عالی‌رتبه و همچنین مجری صداوسیما بود اجرای برنامهٔ اختتامیه سی و دومین دوره جشنواره فیلم فجر را بر عهده داشته باشد. اما ناگهان به دلیل ممنوع التصویری در تلویزیون او از این کار کنار گذاشته و اجرای برنامه به محمدرضا شهیدی‌فرد محول شد؛ حذف تصاویر و نام پاکدل از تیزر یا آنونس‌های تبلیغاتی فیلم خانه کاغذی در صدا و سیمای جمهوری اسلامی با اعتراض برخی از سینماگران ایران همراه شد. پرویز پرستویی در مصاحبه‌ای که در تاریخ ۱۶ دی ۱۳۹۶ با فریدون جیرانی در برنامه سی و پنج داشت، این موضوع را به‌طور کامل تشریح کرد و دلیل این ممنوع التصویری را بازگو کرد. با این وجود بازی در دو سریال تلویزیونی در سال ۱۳۹۸ یعنی از یادها رفته و از سرنوشت حاکی از پایان یافتن ممنوع التصویری پاکدل است.

### تشکیل پرونده قضایی به اتهام توهین و هتاکی
در ۱۷ خرداد ۱۴۰۳، دادستان تهران، اعلام کرد که برای یک مجری و بازیگر، به دلیل «انتشار مطلبی در جهت برهم زدن امنیت روانی جامعه» و «توهین و هتاکی» پرونده قضایی تشکیل داده است. طی همان روز، خبرگزاری‌های تسنیم و فارس، فرد مورد خطاب «دادستان تهران» را، حسین پاکدل معرفی کردند. تسنیم نوشت: «حسین پاکدل در اینستاگرام خود، ابراهیم رئیسی و قاسم سلیمانی را هدف تمسخر و هجو قرار داده است». فارس نوشت: «حسین پاکدل روز گذشته یک استوری توهین آمیز علیه شهدا منتشر کرده بود». پاکدل بدون نام بردن از رئیسی یا سلیمانی در حساب اینستاگرام خود نوشته بود: «مطبخ سیاست، از مردان پخته، استیک لاستیک می‌سازد؛ از مردان پخمه، کتلت مخصوص رژیم.»

## فعالیت هنری

### تئاتر
- بازی در تئاتر کلنل؛ تهران؛ ۱۳۹۶ (سالار عقیلی قطعه‌ای موسیقی با همین نام برای این تئاتر منتشر نمود)
- نویسندگی و کارگردانی حضرت والا[۱۲]
- نویسندگی و کارگردانی رقص زمین[۱۳]
- نویسندگی و کارگردانی سمفونی درد[۵]
- نویسندگی نمایشنامه دکتر نون (به کارگردانی هادی مرزبان) برداشتی از رمان نوشتهٔ شهرام رحیمیان[۱۴]
- نویسندگی نمایشنامه پروانه‌های آسیایی (به کارگردانی محمد حاتمی) با نگاهِ آزاد به رمان تنهایی پرهیاهو اثر بهومیل هرابال[۱۵]
- کارگردانی نمایش'کابوس حضرت اشرف'
- نویسندگی و کارگردانی نمایش «رقص زمین» تهران، تئاترشهر، تالار چهارسو؛ ۱۳۸۸
- نویسندگی نمایشنامه «پروانه‌های آسیایی» (محمد حاتمی) تهران، تئاترشهر، تالار سایه؛ ۱۳۸۵
- نویسندگی و کارگردانی نمایش «سمفونی درد» تهران، تئاترشهر، تالار چهارسو؛ ۱۳۸۵

### بازیگری
| سال  | نام                   | کارگردان           |
| ---- | --------------------- | ------------------ |
| ۱۴۰۳ | هفتاد سی              | بهرام افشاری       |
| ۱۴۰۳ | معجزه پروین           | محمدرضا ورزی       |
| ۱۴۰۱ | پرونده بالاست         | کیومرث پوراحمد     |
| ۱۳۹۷ | دیدن این فیلم جرم است | رضا زهتابچیان      |
| ۱۳۹۶ | آستیگمات              | مجیدرضا مصطفوی     |
| ۱۳۹۵ | پشت دیوار سکوت        | مسعود جعفری جوزانی |
| ۱۳۹۵ | خانه کاغذی            | مهدی صباغ زاده     |
| ۱۳۹۴ | خوب بد جلف            | پیمان قاسم خانی    |
| ۱۳۹۴ | لانتوری               | رضا درمیشیان       |
| ۱۳۹۳ | شیفت شب               | نیکی کریمی         |
| ۱۳۹۲ | آزادی مشروط           | حسین مهکام         |
| ۱۳۹۰ | برف روی کاج‌ها         | پیمان معادی        |
| ۱۳۷۹ | مسافر ری              | داوود میرباقری     |
| ۱۳۷۶ | یاس‌های وحشی           | محسن محسنی نسب     |

### تلویزیون
| سال  | نام                   | کارگردان                                         |
| ---- | --------------------- | ------------------------------------------------ |
| ۱۴۰۱ | از سرنوشت (فصل ۴)     | محمدرضا خردمندان                                 |
| ۱۴۰۰ | نوار زرد (فصل ۲)      | سروش محمدزاده                                    |
| ۱۳۹۹ | از سر نوشت (فصل ۳)    | محمدرضا خردمندان                                 |
| ۱۳۹۸ | شاهرگ                 | جلال اشکذری                                      |
| ۱۳۹۸ | از سر نوشت (فصل ۱ و۲) | محمدرضا خردمندان (فصل ۱) علیرضا بذرافشان (فصل ۲) |
| ۱۳۹۷ | احضار روح             | محمدرضا آهنج                                     |
| ۱۳۹۶ | از یادها رفته         | بهرام بهرامیان                                   |
| ۱۳۹۶ | ایراندخت              | محمدرضا ورزی                                     |
| ۱۳۸۰ | تفنگ سرپر             | امراله احمدجو                                    |
| ۱۳۷۹ | همسایه‌ها              | محمدحسین لطیفی                                   |
| ۱۳۷۶ | یک مرد آبی            | محسن شاه‌محمدی                                    |

### نمایش خانگی
| سال  | نام       | کارگردان        |
| ---- | --------- | --------------- |
| ۱۴۰۲ | مانکن۲    | رحمان سیفی آزاد |
| ۱۴۰۲ | عقرب عاشق | حسین سهیلی‌زاده  |
| ۱۳۹۸ | مانکن     | حسین سهیلی‌زاده  |
| ۱۳۹۶ | عالیجناب  | سام قریبیان     |
| ۱۳۹۱ | قلب یخی ۳ | سامان مقدم      |

#### نویسندگی
- دکتر حسابی[۱۶]
- «شلیک نهایی»؛ ۱۳۷۳
- «قصهٔ شب سیما»؛ ۱۳۷۵
- «همسایه‌ها»؛ ۱۳۷۹
- «سفر سبز»؛ ۱۳۸۱
- «شبی از شب‌ها»؛ ۱۳۸۴

#### تهیه‌کنندگی
- "قصه شب سیما؛ ۱۳۷۴
- "اینجا ایران است"؛ ۱۳۷۵
- "مجموعه عروسکی صفر آقا"؛ ۱۳۷۶

### نویسندگی
داستان نویسنده:
- "دروازه صراط"
- "الیاس و عشقش"
- "آنها فقط کدهای خود را فراموش کرده‌اند (مجموعه داستان)
- "حرفهای دیدنی" (مجموعه ۷۰ قطعه پانتومیم) انتشارات نوروز هنر؛ ۱۳۸۶
- "براده‌های فکر" انتشارات نوروز هنر؛ ۱۳۸۶
- "با هر خانه‌تکانی می‌میرند حلزون‌ها"

رمان‌ها:
- رمان یاغی

در دست انتشار شعر نویسنده:
- «دو روی یک ماه»
- «باور سبز»
- «بهت»
- «کشتی به خاک می‌رود»